# Brisingamen
Brisingamen (staronordijski Brísingamen) je čudesna ogrlica nordijske božice Freyje. Kada bi je nosila, niti jedan joj muškarac, bilo smrtnik, bilo bog, nije mogao odoljeti. Ogrlica je također davala moć vojsci na čiju bi stranu Freyja stala.
Načinila su je četiri patuljka: Alfrik, Berling, Dvalin, Grer. Navodno im se odužila tako da je provela jednu noć sa svakim od njih.
Ogrlica je spominje u dvjema pričama iz nordijske mitologije. U jednoj je Freyji ogrlica ukradena i bog Heimdall joj pomaže otkriti krivca. Uspostavi se da je to spletkar Loki te dođe do borbe između njih dvojice u kojoj Heimdall pobjeđuje i tako osvaja Brisingamen koju vraća Freyji.
U drugoj priči je nosi bog Tor prerušen u Freyju. Naime, div Trym je ukrao Torov malj Mjollnir i za njega tražio Freyju za ženu. Priređeno je vjenčanje, a sam Tor je glumio mladu. Kada je Trym položio Mjollnir na krilo svojoj šutljivoj izabranici s neobično širokim ramenima, Tor ga je zgrabio i pobio sve divove koji su došli na pir. 